# Tempio Mahamuni
Il tempio Mahamuni (in birmano မဟာမုနိဘုရားကြီး, IPA: məhà mṵnḭ pʰəjádʑí, chiamato a volte Pagoda Mahamuni) è un tempio buddhista che si trova nella città di Mandalay, uno dei più importanti luoghi di pellegrinaggio dell'intera Birmania. La statua di Buddha che si trova al centro della costruzione e che originariamente si trovava nello Stato Rakhine è divinizzata. Essa è estremamente venerata dal popolo birmano e viene vista come rappresentativa della vita di Buddha stesso.
Secondo le antiche tradizioni durante la vita del Buddha storico vennero realizzati solamente cinque suoi ritratti: due di questi si trovavano in India, due in paradiso ed il quinto è quello conservato nel Tempio Mahamuni. La leggenda sostiene che nel 554 a.C. Buddha giunse in visita nella città di Dhanyawadi, nello Stato Rakhine. Qui il re Sanda Thuriya chiese che venisse scolpita una sua immagine: fatto questo, Buddha soffiò su di essa e da quel momento la statua assunse le sue esatte sembianze.

## Storia

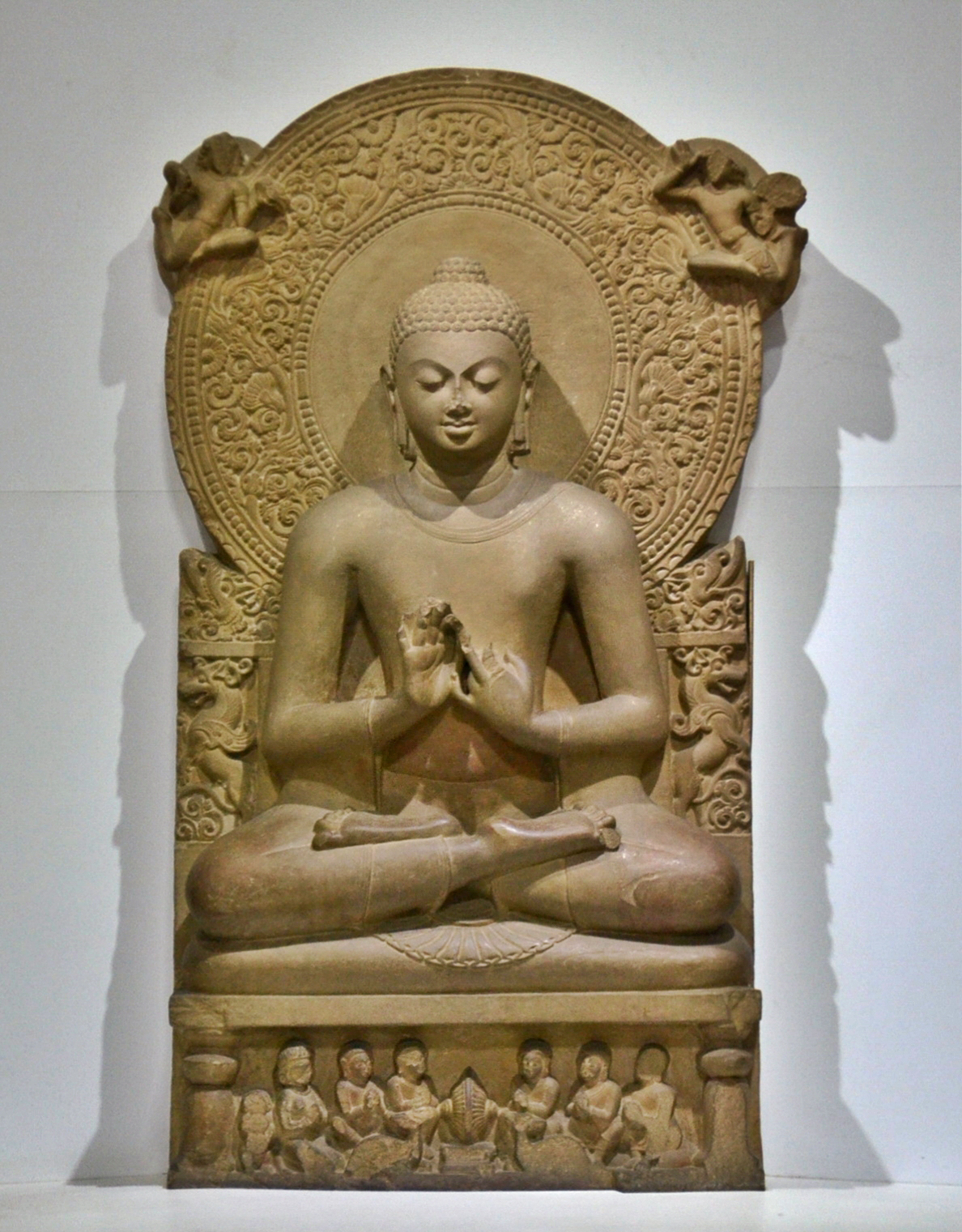
Una statua di Gautama Buddha conservata nel museo di Sarnath, in India

### Origini
Secondo la leggenda Siddharta Gautama giunse a Dhanyawadi, capitale del regno Arakan, nel corso di un suo viaggio di diffusione del Buddhismo. Durante il ventiseiesimo anniversario del regno di Sanda Thuriya, un devoto buddhista, il Buddha scese sulla vetta del monte Salagiri nei pressi della città di Khaukrah, accompagnato da Shin Ananda e 500 discepoli. Il re, la regina ed un gran numero di dignitari, ministri e generali gli rese subito omaggio. Essi furono profondamente colpiti dal suo insegnamento e prima che lui partisse per la città di Sravasti il re cercò di convincere Buddha a lasciarsi ritrarre in modo che la sua immagine potesse venire venerata dal popolo anche in sua assenza. A questo scopo Buddha si ritirò in meditazione e rimase seduto sotto un albero della Bodhi per una settimana. In questo lasso di tempo Sakra (il re di Trāyastriṃśa nella cosmologia buddhista), aiutato da Vissakamma, plasmò un'immagine di Buddha utilizzando gli ornamenti donati dal re e dalla popolazione. Quando vide questa immagine, che al tempo si credeva essere la più somigliante mai fatta, Buddha ne fu compiaciuto e decise di impregnarla con la sua essenza spirituale, chiamandola Candasara. Egli disse anche che quell'immagine sarebbe durata 5.000 anni.
Un'altra leggenda raccontata nelle cronache del tempo narra di nove fenomeni che accaddero quando l'immagine venne consacrata nel tempio e continuarono ad accadere dopo la partenza di Buddha. I nove fenomeni furono: l'acqua sacra utilizzata per lavare l'immagine non fuoriusciva mai dai contenitori utilizzati per raccoglierla; l'acqua contenuta nella cisterna utilizzata per lavare la testa della statua rimaneva ottima per tutto l'anno; sei raggi colorati apparivano nel momento in cui i devoti veneravano l'immagine al pomeriggio; questi raggi scomparivano alla presenza di non credenti; lo spazio all'interno del tempio riusciva automaticamente ad accogliere qualunque numero di devoti, per quanto grande; le foglie degli alberi si inclinavano nella direzione dell'immagine; gli uccelli non sorvolavano il tempio; i guardiani di pietra all'ingresso del tempio riuscivano a sentire la presenza dei malintenzionati e a proibir loro l'ingresso.
Un'ulteriore leggenda è legata alle sei statue di bronzo di origine khmer (tre leoni, un elefante a tre teste chiamato Airavata e due guerrieri con le sembianze di Shiva), che si trovano nella parte settentrionale del cortile del tempio. Queste statue si trovavano originariamente nel complesso di Angkor Vat in Cambogia e i fedeli attribuiscono loro proprietà medicamentose: basterebbe sfregare una parte del corpo contro di esse per curarla.

### Storia recente
Nell'XI secolo il re Anawratha tentò di spostare l'immagine nel regno di Pagan ma non ebbe successo. Nel 1784 i Bamar guidati da Thado Minsaw conquistarono il regno di Mrauk U. Le reliquie religiose del regno, compresa ovviamente la veneratissima immagine, vennero confiscate e portate nel Tempio Mahamuni di Amarapura, nei pressi di Mandalay. La statua era però troppo grande per essere trasportata, quindi venne tagliata in diversi pezzi e successivamente riassemblata una volta posta nel nuovo tempio. Durante il regno di Mindon Min e di suo figlio Thibaw la città di Mandalay divenne la capitale del regno. Nel 1885 la Birmania settentrionale fu annessa all'Impero britannico ma la venerazione della statua continuò ed essa continuò ad essere meta di pellegrinaggio da ogni parte, soprattutto da genti di etnia rakhine, mon e bamar.
Numerose statue che si trovano nel cortile del tempio hanno una lunga storia e spesso fanno parte di un bottino di guerra. Vennero scolpite originariamente per adornare Angkor Vat e da qui vennero asportate nel 1431 dai siamesi per essere portate ad Ayutthaya. Nel 1564 re Bayinnaung conquistò Ayutthaya e portò trenta di quelle statue a Bago, l'odierna Pegu. Nel 1599 re Razagri invase Bago e portò le statue a Mrauk U. Infine Thado Minsaw le portò ad Amarapura nel 1785. Secondo una credenza popolare durante quest'ultimo spostamento vennero trasportate molte più statue di quelle che si vedono oggi, ma re Thibaw ne fuse un gran numero per ricavare il materiale con cui costruire i cannoni che gli servivano per fortificare il suo palazzo.

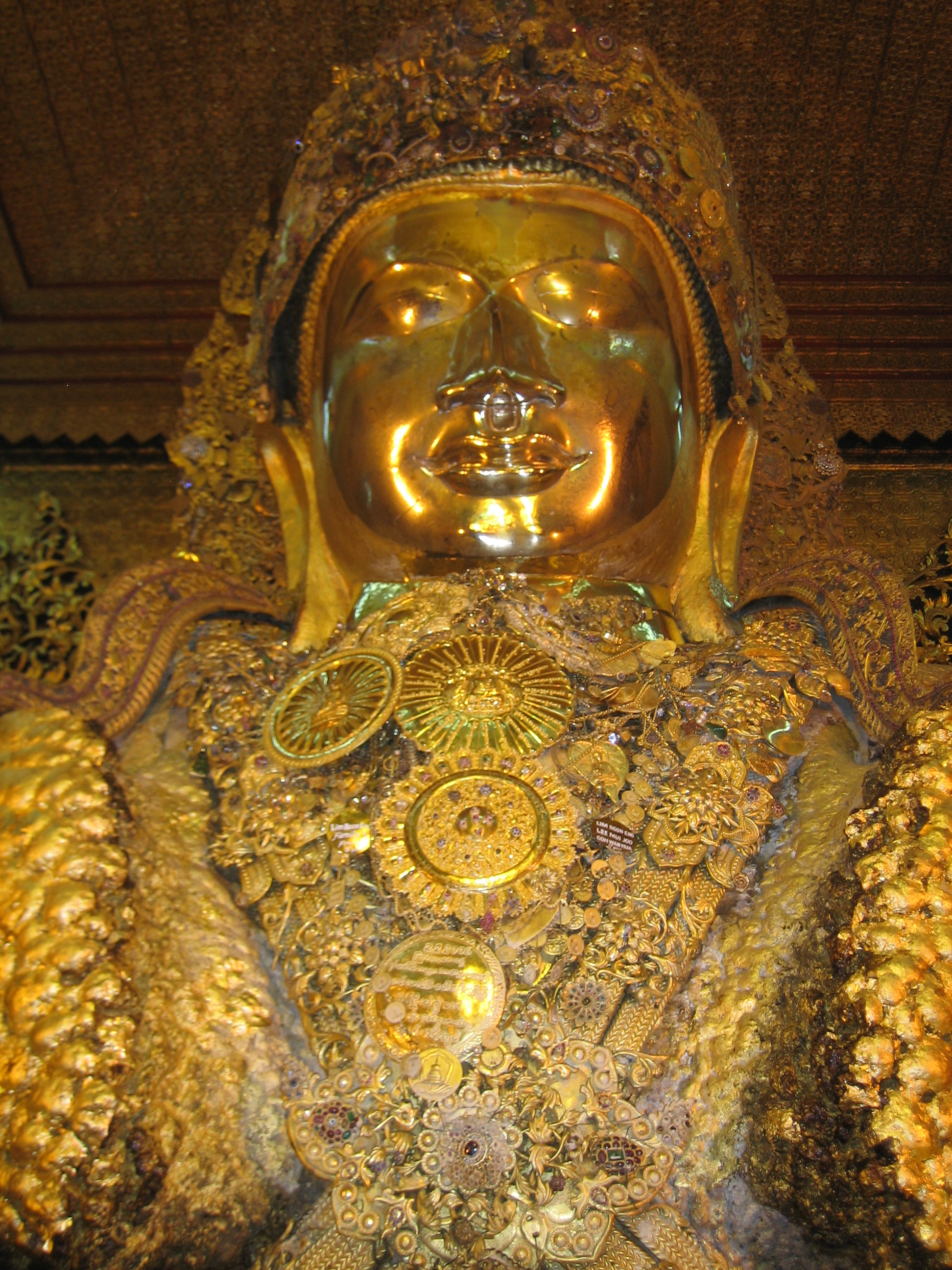
Un'immagine della statua di Buddha contenuta nel Tempio Mahamuni

### Danni
La statua di Buddha ed alcuni locali del tempio che la contiene subirono numerosi danni durante gli incendi scoppiati nel 1879 e nel 1884. In particolare durante il secondo incendio furono distrutte diverse sale devozionali, corridoi, la guglia a sette tetti che sovrastava il tempio ed altri ambienti, anche se la statua si salvò. L'oro recuperato dopo l'incendio venne fuso per realizzare una veste che venne poi posta ad adornare la statua. Nel 1896 venne costruito il tempio esistente tutt'oggi, in sostituzione di quello andato distrutto dal fuoco.
Nel 1996 il Consiglio di Stato per la Pace e lo Sviluppo (il nome con cui il regime militare governava il paese all'epoca) diede inizio ad un lavoro di restauro del tempio. Durante i lavori, nel 1997 la statua venne danneggiata: nel suo ventre comparve un buco che si credette essere stato scavato da ladri nel tentativo di raggiungere e rubare i gioielli che la leggenda narra essere contenuti all'interno della statua. Un ufficiale militare richiese l'apertura del tempio durante la notte e venne tenuto un incontro con la presenza di tutti i monaci anziani dell'area di Mandalay per discutere il da farsi. Durante l'incontro si sparse una voce secondo la quale un musulmano avrebbe violentato una ragazza buddhista, il che provocò una grande rivolta popolare. Si scoprì poi che nulla di tutto ciò era avvenuto, ma questo fu un diversivo per distogliere l'attenzione dalla statua e poterla riparare in tutta fretta. Resta comunque incerto se dei gioielli fossero effettivamente contenuti all'interno della statua e se essi siano stati rubati o meno.

## Architettura

### La costruzione principale
Il Tempio Mahamuni è un complesso di strutture che si trova lungo una strada che da Mandalay conduce verso sudovest. Originariamente questa strada era pavimentata di mattoni e andava dal palazzo reale di re Bodawpaya fino alla porta orientale del tempio, ma oggi ne restano solo poche tracce. Nei pressi del tempio si trovano diversi monasteri, in cui studiano diverse centinaia di monaci. La parte centrale del tempio è circondata da un ampio prato, con portici ad arcata che conducono dall'esterno all'interno sostenuti da 252 colonne ed ornati da affreschi. Il cuore del tempio è costituito dalla piccola stanza in cui è conservata la grande statua di Buddha: questa stanza ha un tetto sormontato da sette pyatthat (cioè un tetto a sette strati) ed è ricoperta di mosaici.

### La statua
La statua è contenuta in una piccola stanza, seduta in trono in una postura divina conosciuta col nome di bhumisparsamudra. Questa posizione simboleggia la vittoria di Buddha sul demone Māra: le gambe sono incrociate con i piedi girati verso l'interno e la mano destra tocca il terreno, a testimonianza delle sue antiche radici. La statua è di bronzo e pesa 6,5 tonnellate; il piedistallo su cui è poggiata è alto 1,84 metri e l'altezza complessiva raggiunta è di 3,82 metri. È vestita con costumi regali, coronata e adornata con diamanti, rubini e zaffiri. La mano sinistra è leggermente sproporzionata (più grande) ed è appoggiata sul grembo col palmo rivolto verso l'alto.

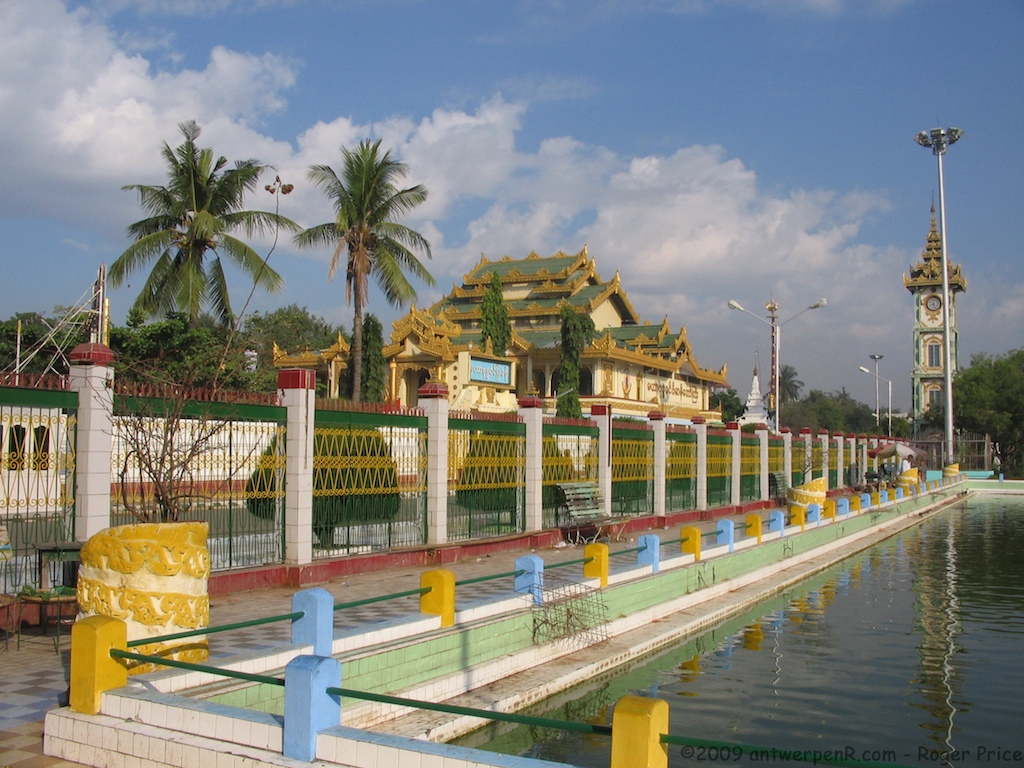
Lo stagno con i pesci e le tartarughe sacre nei pressi del tempio.

I devoti attaccano regolarmente numerose foglie oro sulla statua, il che nel corso dei secoli ne ha provocato l'ispessimento di alcune parti rispetto ad altre, rendendo pressoché indistinguibili alcune zone (le parti più facilmente raggiungibili hanno una copertura in oro che raggiunge i 15 centimetri). Dopo l'incendio del 1884 vennero raccolti 91 kg d'oro che nel corso dei secoli i pellegrini avevano attaccato alla statua.

### Altre costruzioni
Nella parte sudorientale del cortile interno è raccolta una collezione di pietre con iscrizioni raccolte da re Bodawpaya: alcune di esse sono di marmo dorato e arenaria e provengono da diverse regioni della Birmania. A sudest del tempio è presente anche uno stagno contenente pesci e tartarughe sacre, nutrite con tortini a base di riso dal gran numero di pellegrini che visita il tempio ogni giorno.

## Riti quotidiani
Il 17 febbraio 1988 ebbe inizio il rituale di lavare il viso ed i denti della statua ogni mattina, fra le 4 e le 4:30. Si tratta di un elaborato rito celebrato da un monaco anziano, vestito con abiti da cerimonia, e da diversi aiutanti, vestiti con abiti bianchi. Subito dopo il suono del tamburo il monaco anziano esce dal vicino monastero ed entra nella stanza ove è custodita la statua, dando inizio al rito utilizzando una serie di asciugamani offerti dai devoti. Poi passa a pulire i denti della statua con una grande spazzola e nuovamente pulisce viso e denti con altri asciugamani. Poi sull'immagine viene applicata una pasta al sandalo, si procede con un'ulteriore pulitura ed infine sulla statua viene spruzzata acqua profumata. Alla fine della cerimonia gli asciugamani vengono resi ai fedeli che li avevano donati, in modo da poter essere conservati nelle loro case con devozione.
In occasioni speciali, come ad esempio nel giorno dedicato all'uposatha, sulle spalle del Buddha viene posta una stola dorata e la statua stessa viene arieggiata con dei ventagli. Ogni giorno questi riti vengono seguiti da un gran numero di fedeli: alcuni uomini siedono in una piccola zona riservata immediatamente di fronte alla statua, mentre le donne e i bambini siedono dietro e a fianco di questa zona. Durante il rito i pellegrini offrono cibo e denaro alla divinità, recitando nel contempo preghiere. Durante la stagione invernale l'immagine è coperta da un mantello dell'ordine monastico.
Nei secoli passati, quando la Birmania era ancora retta dalla sua casa reale, i doni venivano offerti alla statua in un modo molto più formale: cibo ed altri oggetti, protetti da un ombrello bianco, venivano portati in processione dal palazzo reale al tempio, scortati da un ministro, per simboleggiare l'onore che si deve ad un capo di stato.

## Festività
Una grande festa (chiamata Mahamuni Paya pwe) viene tenuta ogni anno all'inizio di febbraio, alla fine del Vassa, per celebrare la storia del tempio. Oltre ai normali riti, durante questa festività viene recitato il Patthana, una sacra scrittura in lingua pāli. I monaci, in gruppi di due o tre per volta, portano avanti questa recita per diversi giorni.

## Galleria d'immagini

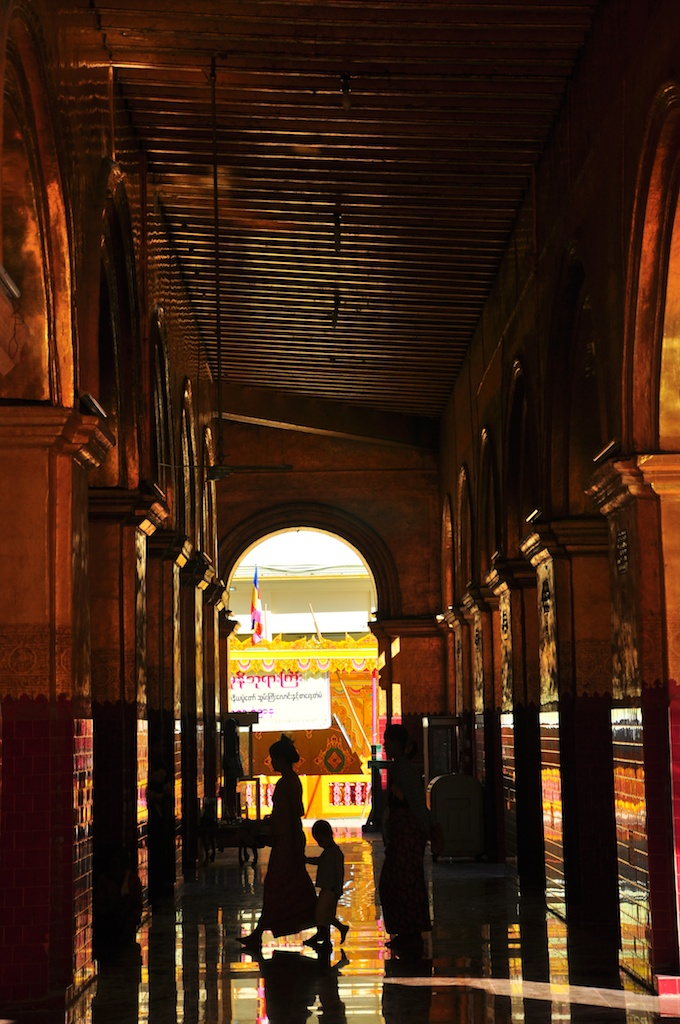
A corridor in the Mahamuni Pagoda.
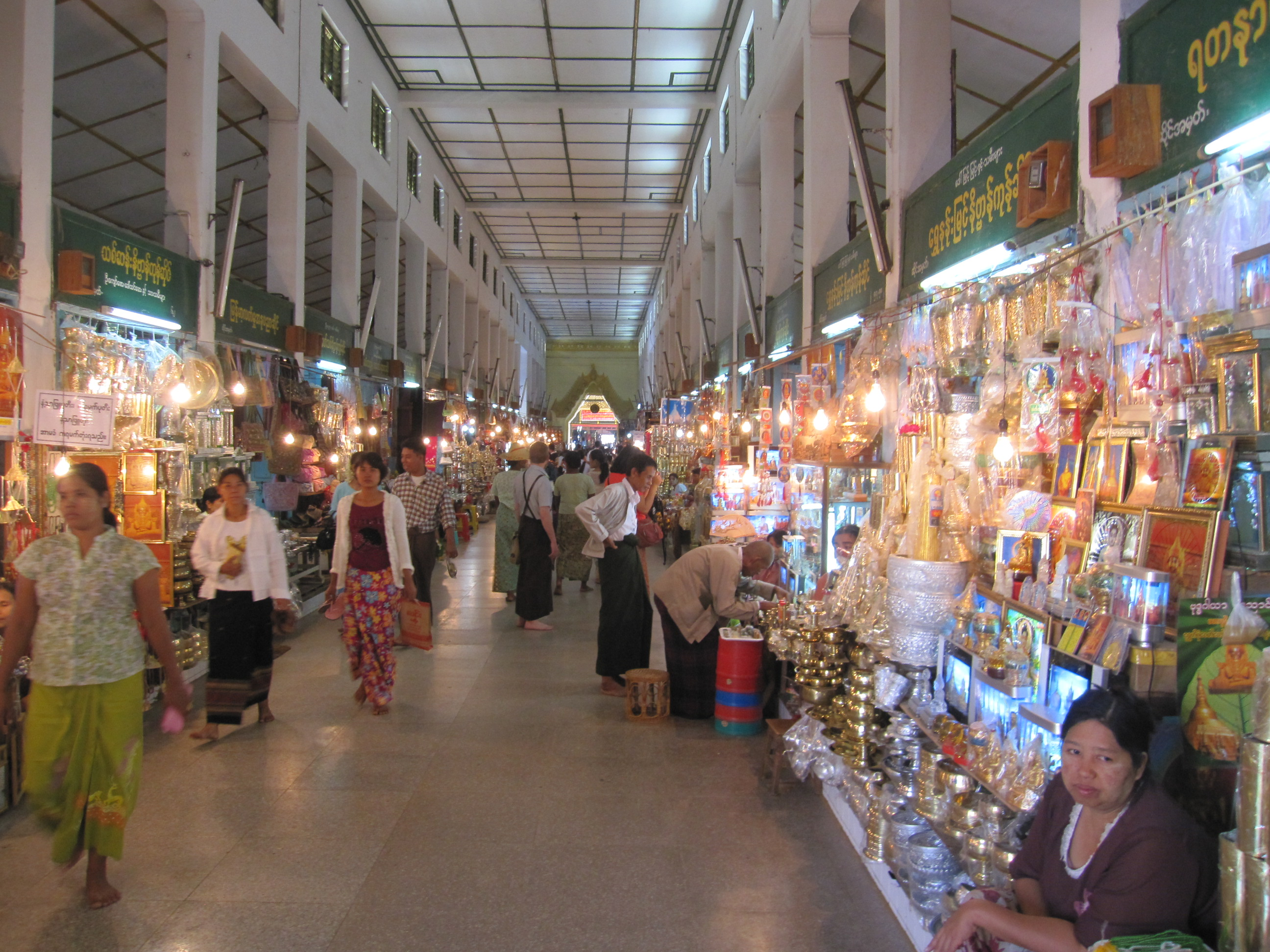
Shopping arcade in Eastern Approach.
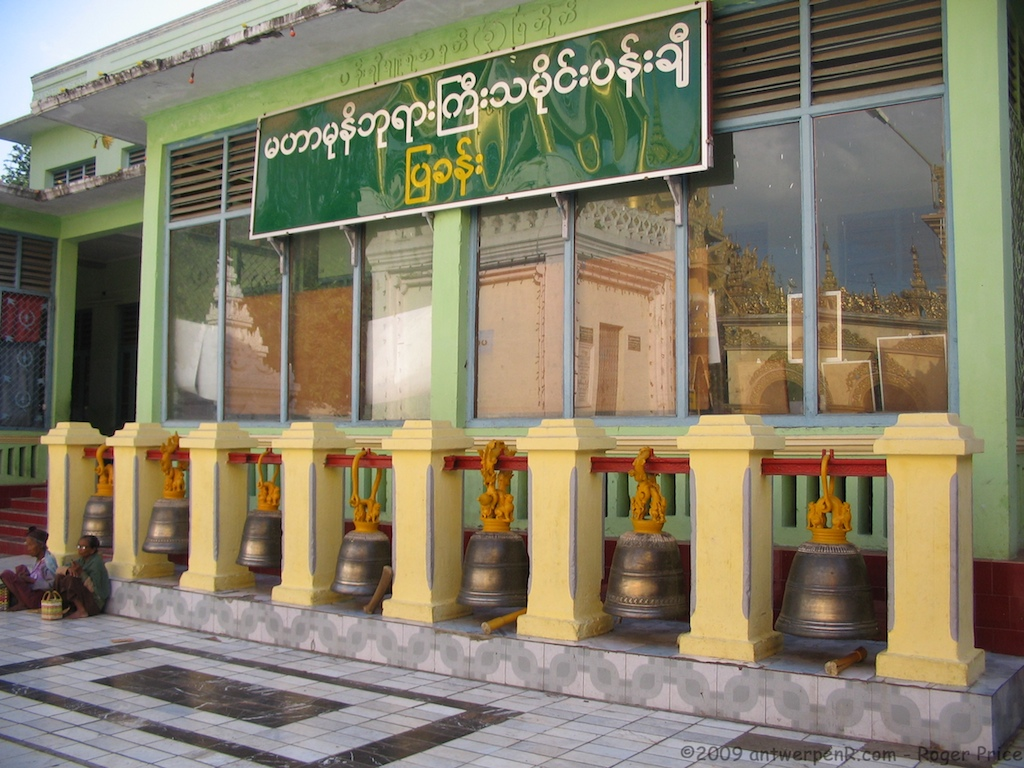
Prayer bells at the entrance to Mahamuni Pagoda.
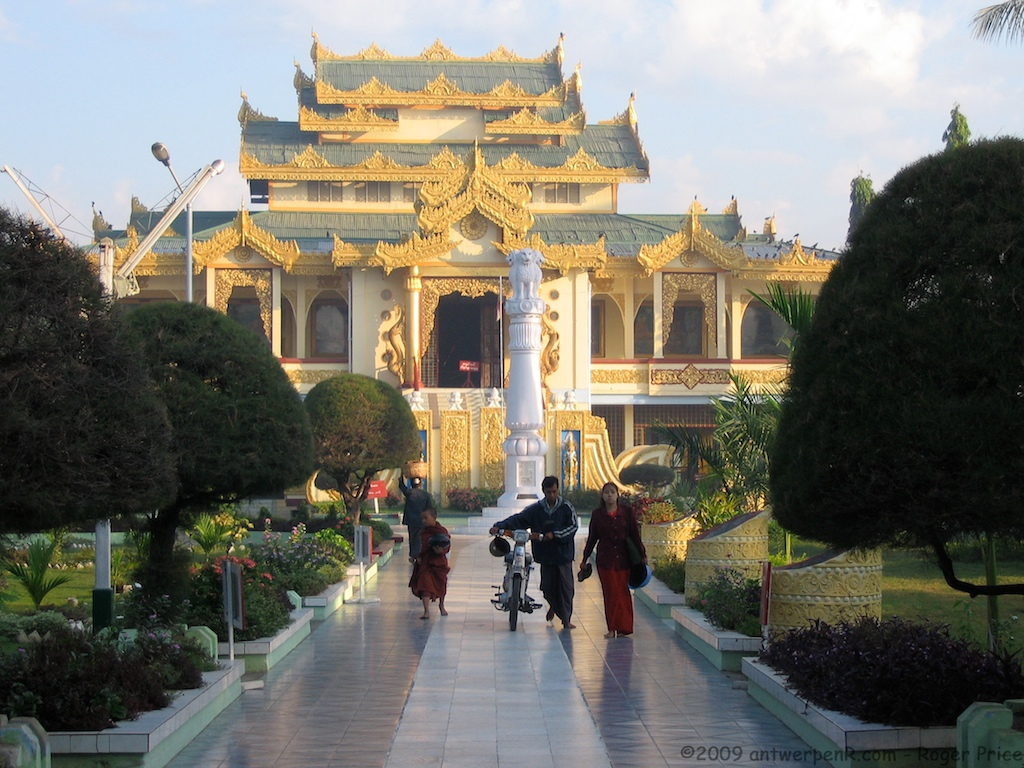
Northeast pavilion
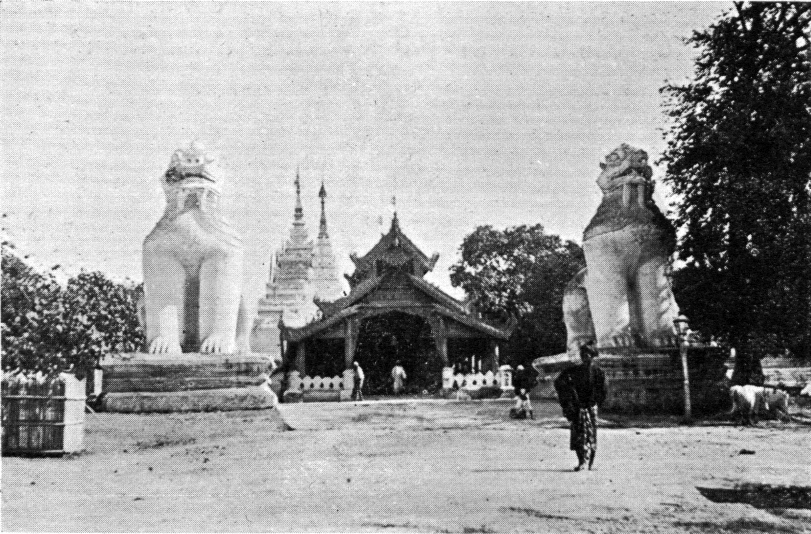
Western Approach in 1900
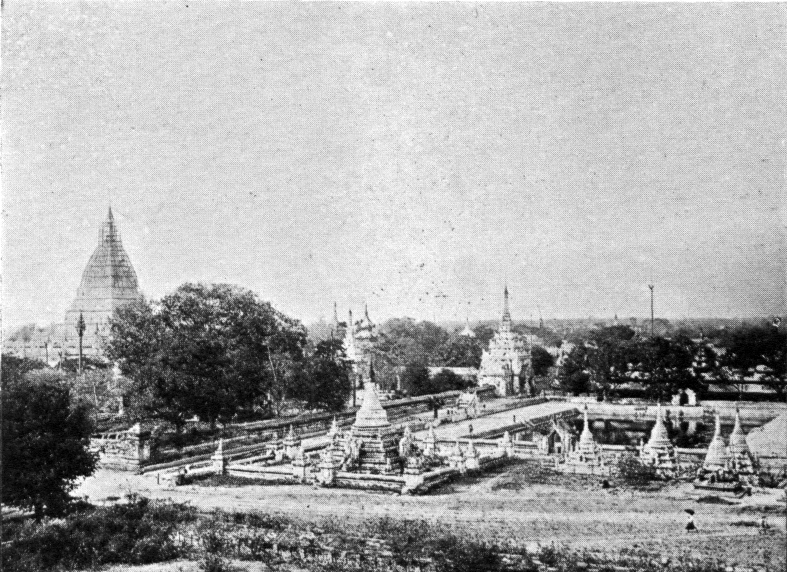
Turtle pond in 1900
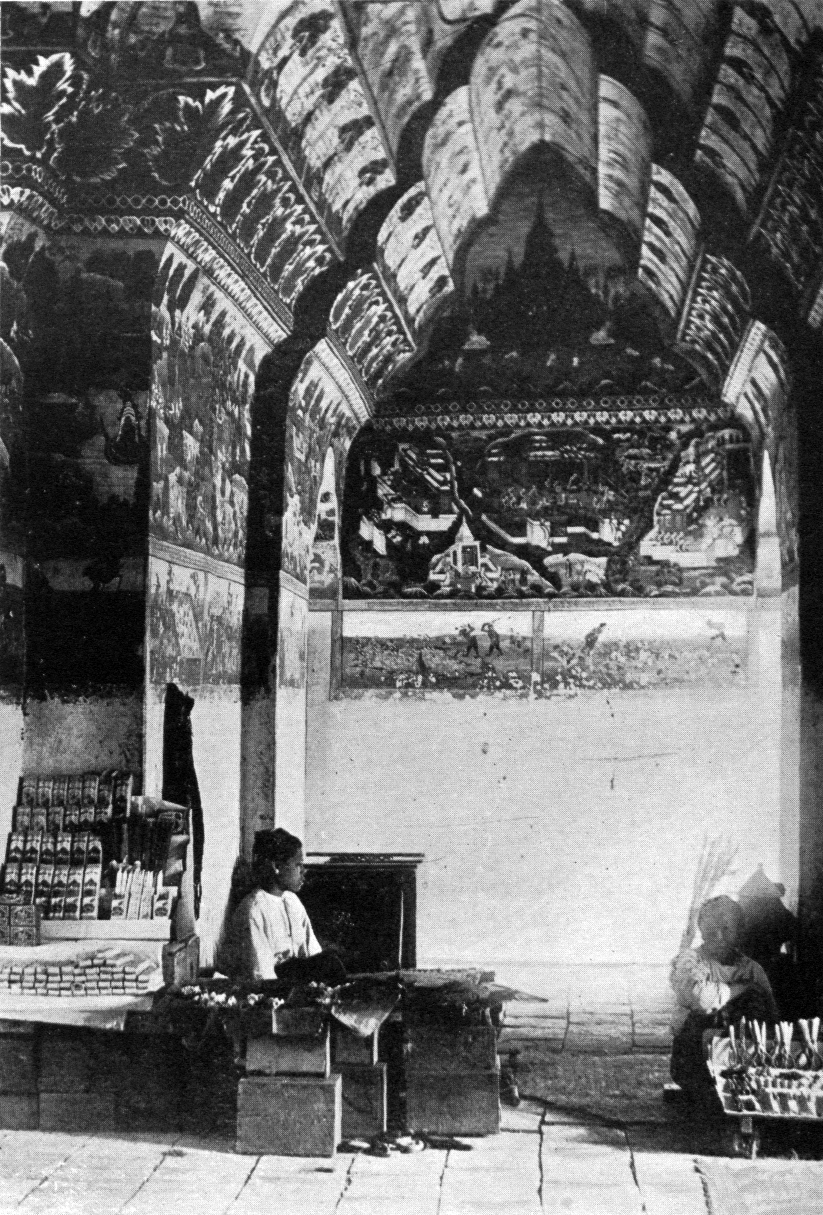
Eastern Approach in 1900
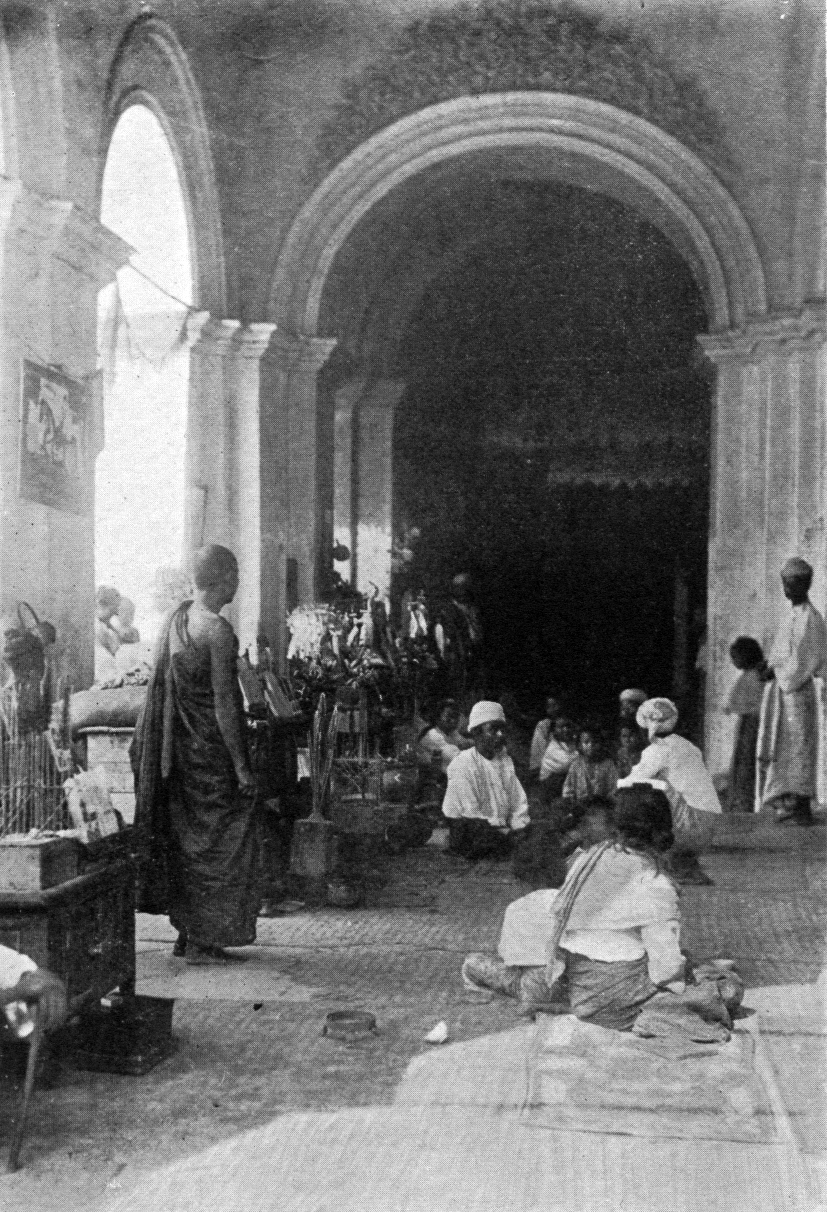
Corridor in 1900
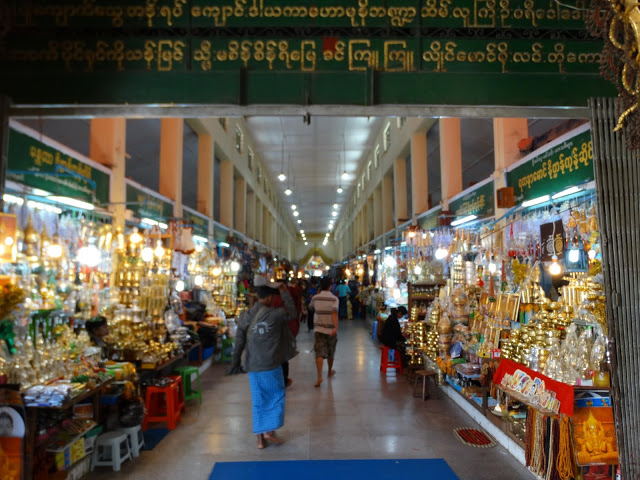
Market